# Комаровская культура

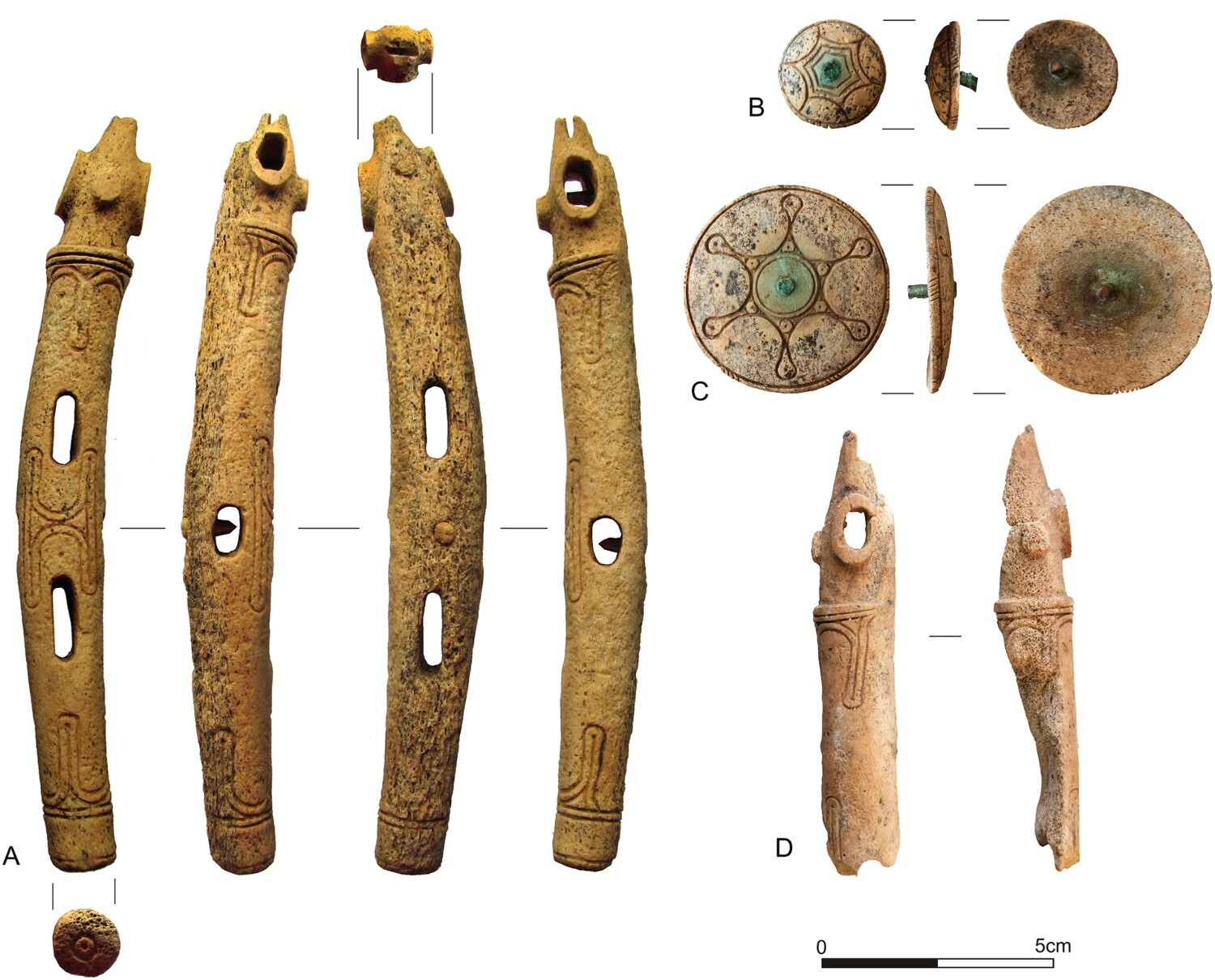
Детали конной упряжи из оленьего рога

Комаровская культура — южный вариант тшинецкого культурного круга среднего и позднего бронзового века (XV—XII века до н. э.). Нередко объединяется в тшинецко-комаровскую культурно-историческую общность с северной (тшинецкой) и восточной (сосницкой) группами сходных памятников.
Выделена в 1936 году Тадеушем Сулимирским, который дал ей название по курганному могильнику у села Комаров (ныне в Ивано-Франковской области Украины). Памятники комаровского типа сосредоточены на западе и северо-западе Украины, но встречаются и на правобережье Среднего Приднепровья. В раннем железном веке комаровская культура эволюционировала в культуры высоцкую (на западе) и белогрудовскую (на востоке). 
Комаровцы вели земледельческо-скотоводческий образ жизни. Обнаружены погребения курганного и грунтового типа со следами как трупосожжения, так и трупоположения. Некоторые погребения Комаровского могильника были обложены деревянными бревнами или кусками камня.